# Sidtittarnerven

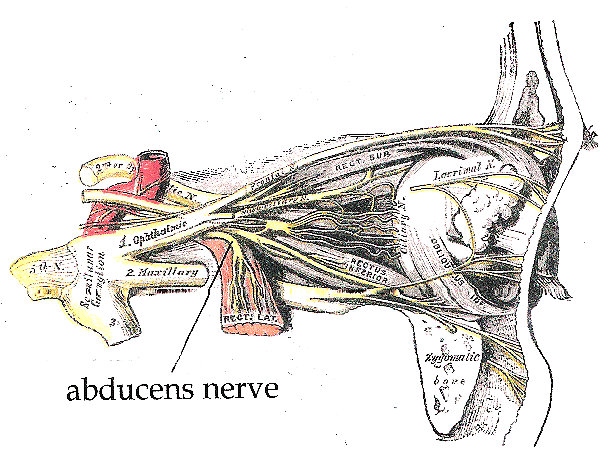
Sidtittarnervens väg i kraniet.

Sidtittarnerven (latin: nervus abducens) är den sjätte kranialnerven och har som enda funktion att motoriskt innervera ögonmuskeln m. rectus lateralis som vrider ut ögonen lateralt (tittar åt sidan, abducerar ögat). 
N. abducens lämnar hjärnan i övergången mellan pons och medulla oblongata i hjärnstammen och går framåt och in i ögonhålan genom fissura orbitalis superior. Skador på sidtittarnerven resulterar i svårighet i att vrida ögat utåt och kan uppstå till följd av bland annat trauma, infektioner, eller infarkt i de små kärl som försörjer nerven.